# Ulaanbaatar City FC
Thành phố Ulaanbaatar là một câu lạc bộ bóng đá đến từ Ulaanbaatar, Mông Cổ. Họ hiện đang chơi ở giải Ngoại hạng Mông Cổ, cấp độ bóng đá cao nhất ở Mông Cổ và xuất hiện lần đầu tiên trong mùa giải 2016. Đối với mùa giải 2019, đội sẽ được huấn luyện bởi Donorovyn Lümbengarav.

## Lịch sử
Câu lạc bộ được thành lập vào ngày 19 tháng 3 năm 2016 với chủ sở hữu câu lạc bộ, Tập đoàn CNTT, mua suất tham dự Premier League Mongolia của Khangarid FC sau đó đã bị giải thể.  Tập đoàn CNTT đã trả 15 triệu MNT cho suất tham dự này.

## Sân vận động
Tại mùa giải 2017, Ulaanbaatar City FC đã dùng Trung tâm bóng đá MFF như sân nhà. Mặt bằng đã bị phá vỡ để xây dựng Đấu trường G-Mobile của riêng đội vào cuối mùa hè năm 2017 với dự kiến hoàn thành vào quý 3 năm 2018. Sân vận động sẽ là địa điểm thứ năm trong giải đấu cùng với Trung tâm MFF, Sân vận động Erdenet, Sân vận động Thể thao Quốc gia và Sân vận động Erchim.